# Ballana firma
Ballana firma är en insektsart som beskrevs av Delong 1937. Ballana firma ingår i släktet Ballana och familjen dvärgstritar. Inga underarter finns listade i Catalogue of Life.